# Uileacu de Criș
Uileacu de Criș (węg. Pusztaújlak) – wieś w Rumunii, w okręgu Bihor, w gminie Tileagd. W 2011 roku liczyła 843 mieszkańców.